# Brabus

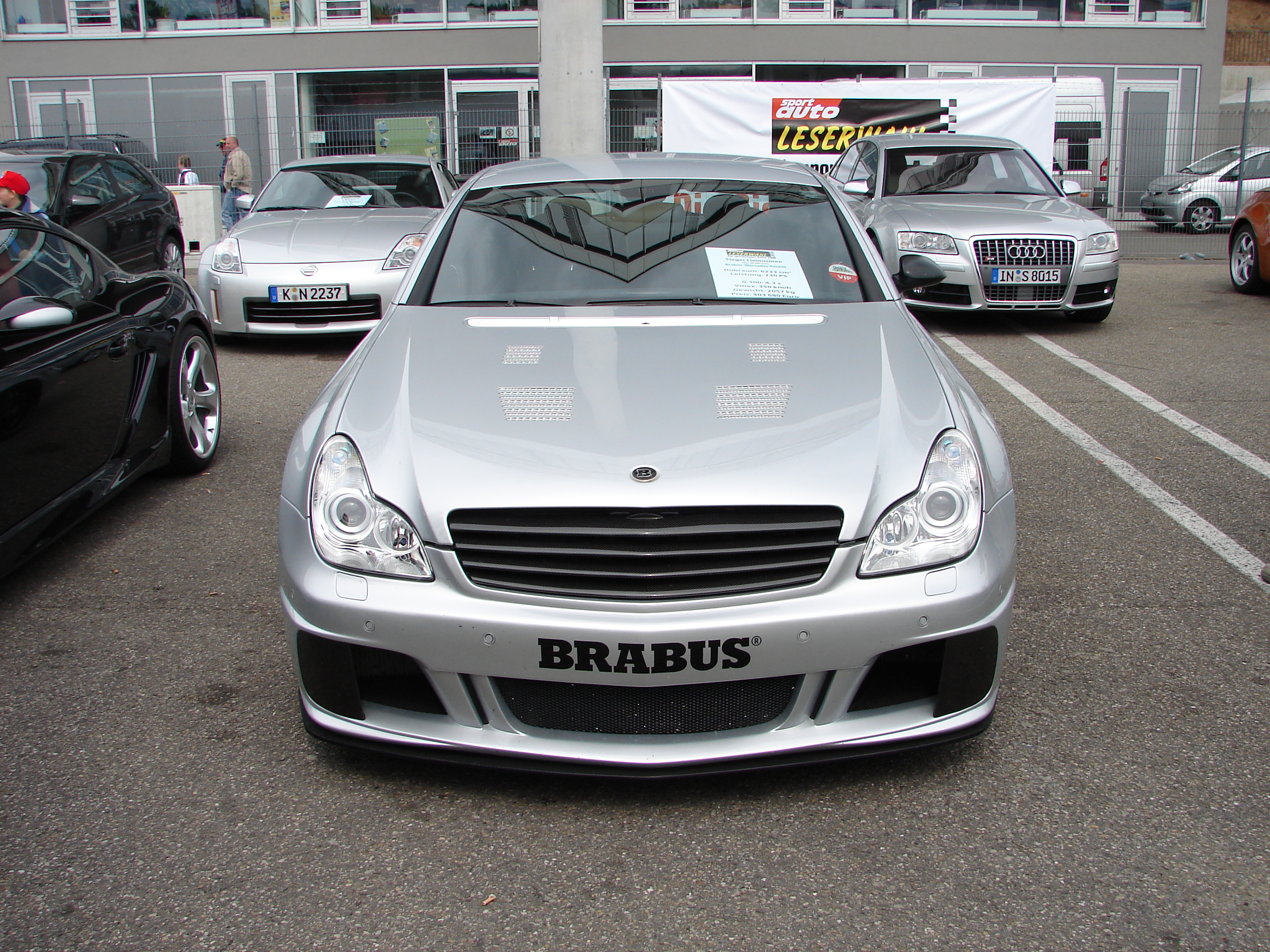
Brabus CLS V12 S Rocket

Брабус (нім. Brabus GmbH) — підприємство в місті Боттроп (Німеччина), що спеціалізується на моторному і кузовному тюнінгу, в першу чергу автомобілів марки Mercedes-Benz, а також інших, що випускаються концерном Daimler AG, автомобілів марки Smart і Maybach. Фірма Brabus являє собою тюнінг-ательє, зареєстроване також як самостійний виробник автомобілів.

## Історія
Всесвітньо відоме ательє яке займається переважно тюнінгом автомобілів німецького концерну Mercedes-Benz, було створено у 1977 році Бодо Бушманом, і розташоване в Німецькому місті Боттроп, Рурської області. Тут виробляють, випробовують і виставляють легендарні автомобілі, що показують досягнення BRABUS в області створення унікальних автомобілів.
Центральний офіс знаменитої компанії має у своєму складі відділення розробки і виробництва, а також великі виставочні площі. Влітку 1999 року на території Brabus-Allee розмістились розширені до 112 тис. м² технологічні будівлі компанії. Тепер на заводі працює 350 людей.
У компанії Brabus постійно проходить оновлення нових випробувальних програм при строгому контролю якості по стандарту ISO 9001, якому відповідає уся продукція компанії. Високі вимоги компанія пред'являє не тільки своїм представникам і продукції, а також різним дистриб'юторам — технологічними партнерами компанії є всесвітньо відомі виробники, такі як Pirelli, Michelin, SACHS Race Engineering і Yokohama. Разом із MCC smart GmbH компанія утворила у 2002 році дочірнє підприємство smart-BRABUS GmbH з офісом в Боттпорі, яке пропонує ексклюзивну програму комплектуючих для всього модельного ряду компактних автомобілів марки Smart.

## Рекорди
Brabus належать декілька світових рекордів:
- У 1996 році Brabus E V12 (Mercedes-Benz E-Клас W210) поставив рекорд швидкості для дорожніх седанів 330 км/год (205,1 миль/год).[1]
- У 2003 році Brabus E V12 Biturbo (Mercedes-Benz E-Клас W211) поставив новий рекорд для седанів 350,2 км/год (217,6 миль/год).[1]
- У 2006 році Brabus Rocket, збудований на основі Mercedes-Benz CLS-Клас C219, поставив новий рекорд швидкості для седанів — 362,4 км/год (225,2 миль/год).[2]
- У жовтні 2006 року Brabus Rocket побив свій рекорд, досягнувши швидкості 365,7 км/год (227,2 миль/год). Ціна автомобіля Brabus Rocket становить € 348,000.[3]
- У 2009 році Brabus GLK V12 (Mercedes-Benz GLK-Клас) розігнався до 322 км/год, встановивши при цьому світовий рекорд у класі кросоверів.

## Тюнінг автомобілів Mercedes-Benz

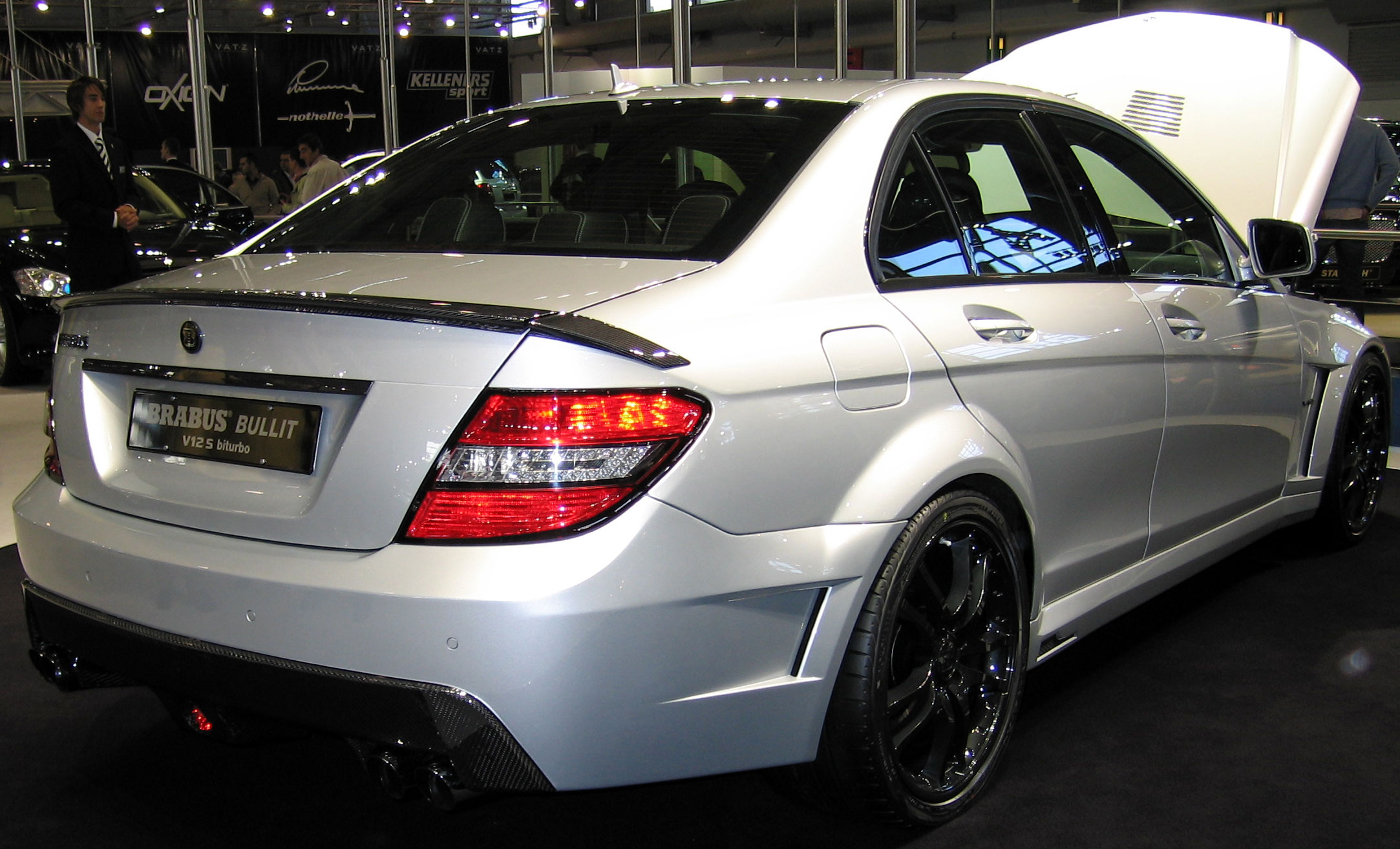
Brabus Bullit V12 S biturbo

### Mercedes-Benz E-Class Brabus*

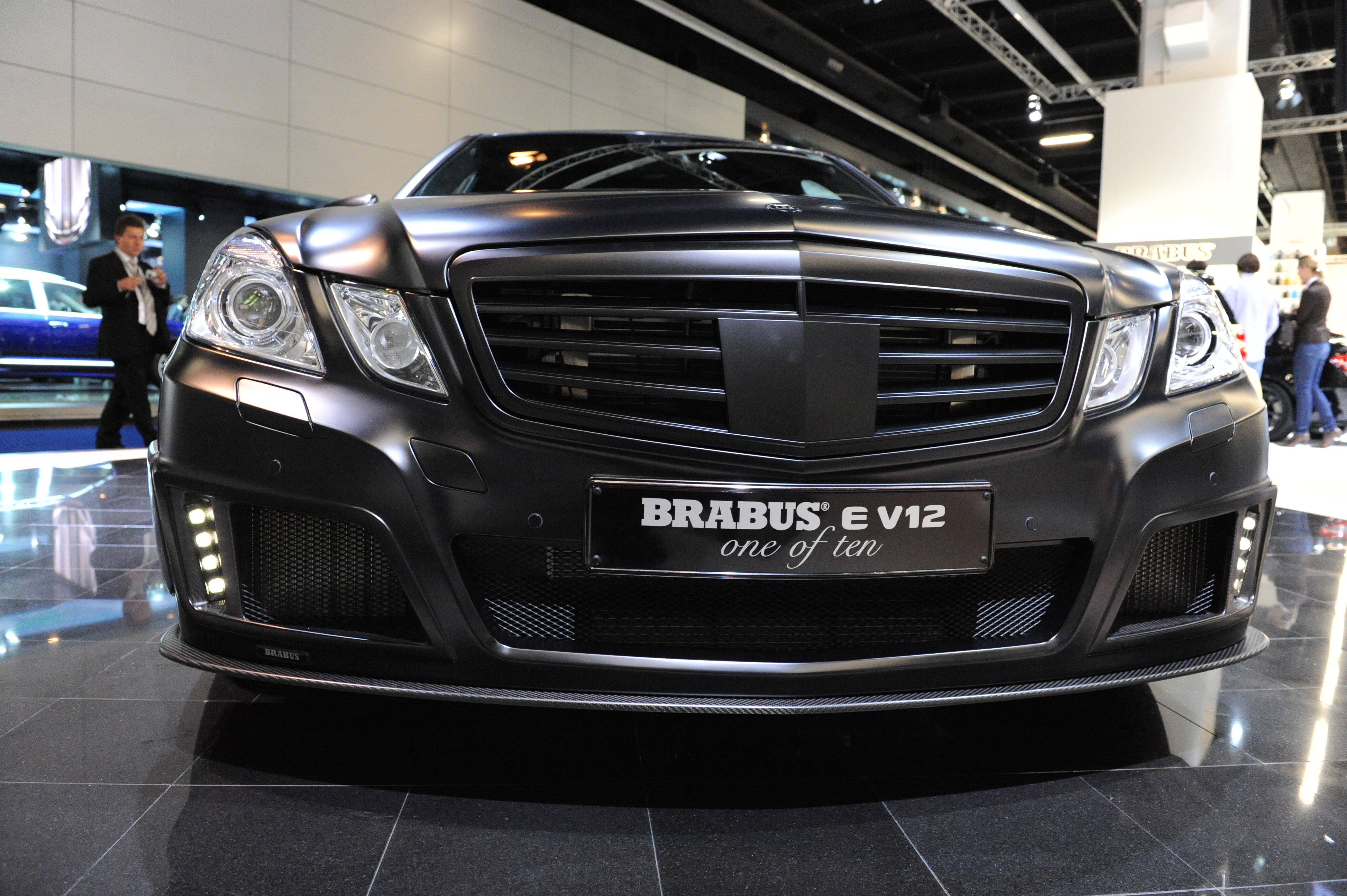
Brabus E V12

### Mercedes-Benz S-Class Brabus*

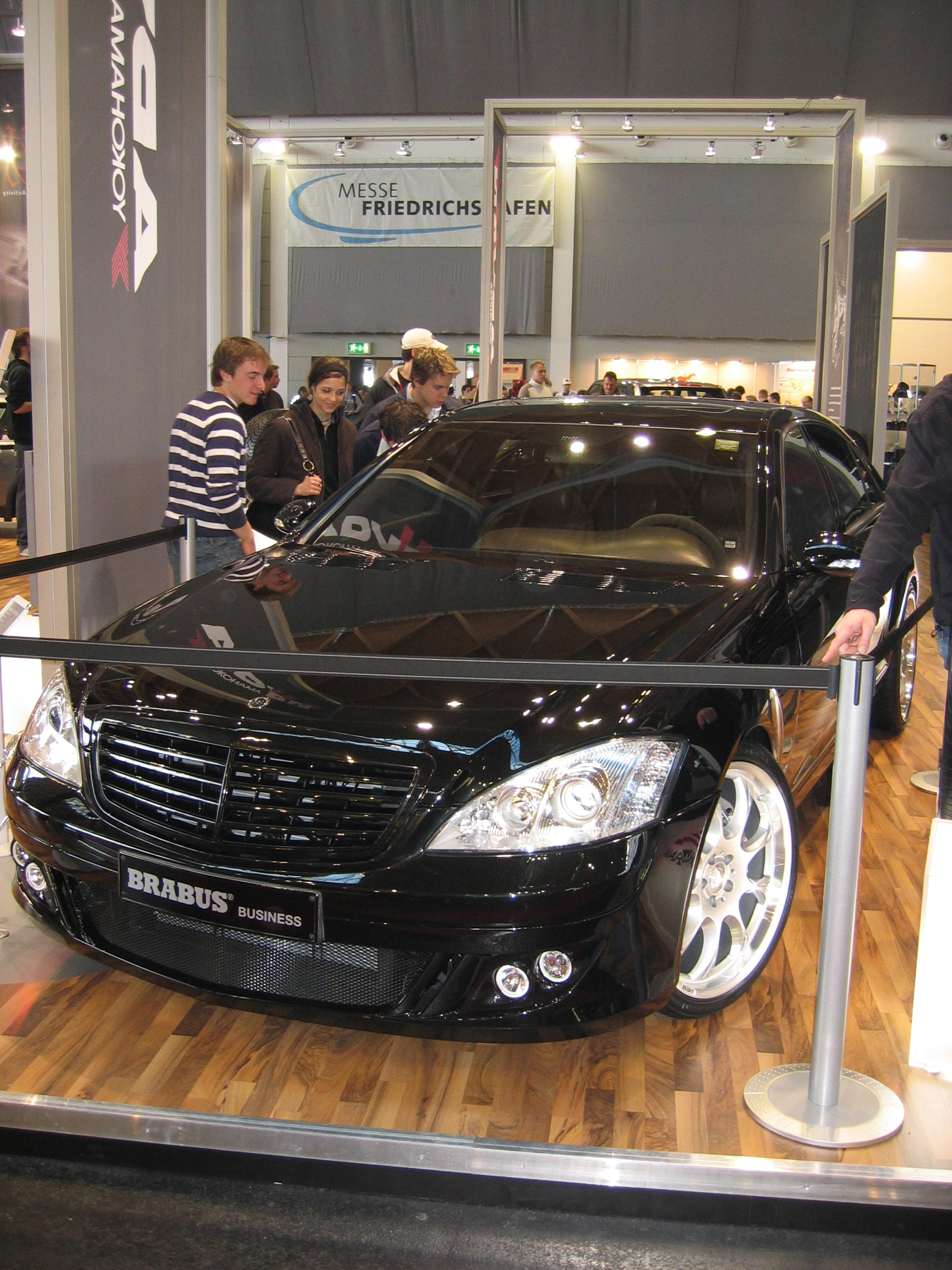
Brabus S-Клас

### Mercedes-Benz G-Class Brabus*

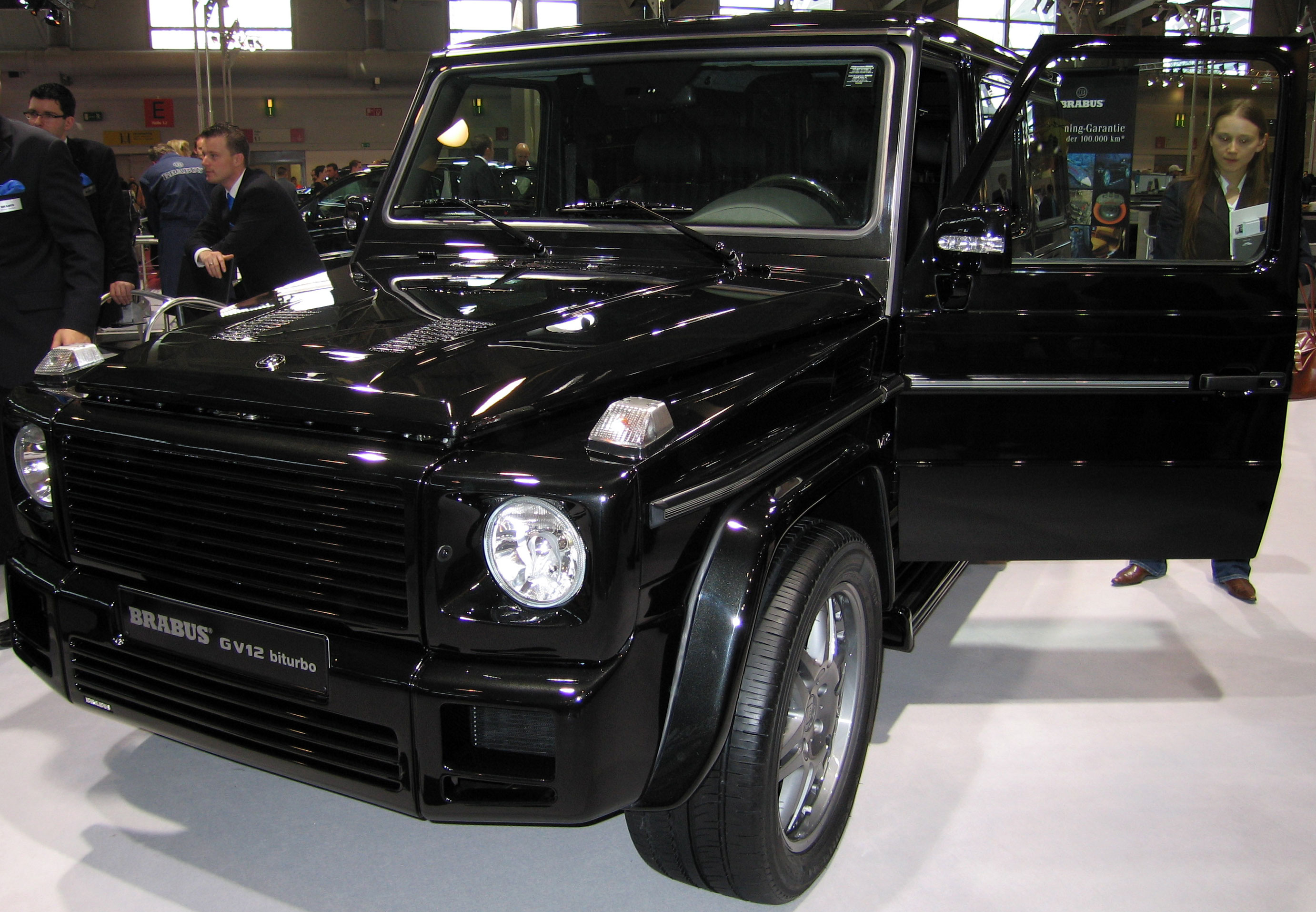
Brabus G V12 Biturbo на IAA 2005

## Інші ательє
- Arden
- Mercedes-AMG
- Lorinser
- Carlsson
- Kleemann
- Renntech
- Alpina
- BMW M
- HAMANN
- G-Power